# 夏櫟
夏櫟，也常稱作歐洲有柄橡木、長柄櫟、夏橡、歐洲白櫟、英國櫟、英國橡。原生於歐洲、安那托利亞至高加索地區，北非部分地區和中国青岛亦有分佈。

## 分類學
其學名Q. robur來自拉丁語，屬名quercus就是橡；robur指剛硬的木材。夏櫟是櫟屬植物的模式種，也是當中白橡組的其中一員。其在意大利、南歐及安那托利亞至高加索等地常被看作不同的品種，如Q. brutia Tenore、Q. pedunculiflora K. Koch及Q. haas Kotschy等。
其中一種近似的品種是無梗花櫟(Q. petraea)，其生長範圍也多有重疊。兩者最大的分別是夏櫟的葉只有約3-8mm的極短的小葉柄，而其橡子則有長的柄連接。兩者經常出現雜交現象，其雜交種稱為Quercus × rosacea。

## 外觀描述

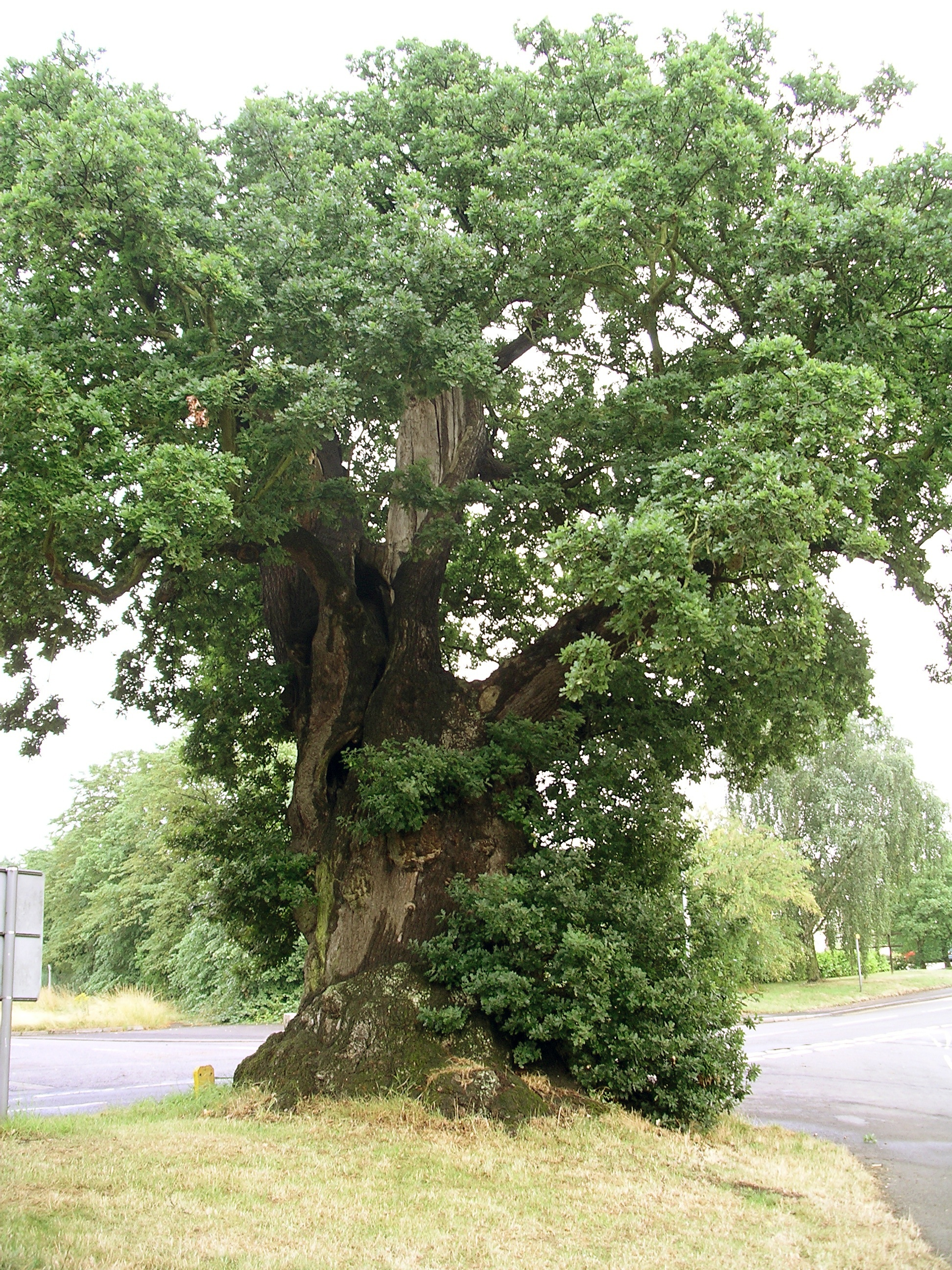
在英國的一株老夏櫟

夏櫟是一種大型的落葉喬木，一般可高達25到35m（個別可達50m以上），7至14cm的葉片開裂及近乎無葉柄（葉柄極短）。於春季開花，其果，也就是櫟屬特有的橡果，則於秋天成熟。橡果2至2.5cm長，有約3至7cm長的長柄連接，每枝葉柄長1至4個橡果。
夏櫟是一種長壽的樹木，能長出闊大的樹冠及粗糙的枝幹。雖然它們多能自然生長好幾世紀，但不少老樹常遭高幹剪及低幹剪。這些修剪技巧常能延長它們的壽命。其中一株位於立陶宛Stelmužė村莊內的夏櫟，估計壽命達1500歲，並被認為是歐洲境內最老的一株櫟樹。另一株在丹麥境內的夏櫟也有近1200年壽命。如計算未經過任何修剪的夏櫟，則是一株位於德國伊费纳克的老夏櫟，經樹輪鉴定後其壽命估計達800歲以上，並成為當地的重要景點。

## 經濟效益
廣泛分佈的夏櫟是野生動物及昆蟲的重要資源。大量的昆蟲在其葉片、葉芽甚至橡子內生活。每年秋季橡子成熟的時候，均引來大量的哺乳動物及鳥類前來採食，包括特別愛吃橡子的松鴉（Garrulus glandarius）。
另外，夏櫟除可用作植林綠化外，其堅固耐用的心材也用来制作家具及室內用品。用夏櫟製成的產品很易被分辨出來，當近看其垂直於纖維上的橫截面時，可清楚看到特別闊的黑至淺棕色的年輪。春材上則可看到巨大而數目繁多的維管束（直徑約0.5mm）。

## 栽培種及混種

### 栽培種
為數甚多的栽培種在植物園、公園及花園內廣泛種植。其中一種最常見的栽培種為英國櫟（Quercus robur 'Fastigiata'）。其樹冠較其他栽培種為小，並且能長出10至15米的冠狀樹冠及不一樣的葉片形狀。
- Quercus robur 'Fastigiata'，最常見的栽培種，極狹窄的圓柱形樹幹上能長出壯麗的樹冠。首先經由中歐地區的筆直的樹種中栽培出來。
- Quercus robur 'Concordia'，小而生長緩慢的樹種，在春夏期間長出金黃色的亮麗葉片。首次於1843年在根特市內的苗圃內培育出來。
- Quercus robur 'Pendula'，中、小型樹種，能長出下垂的枝幹。
- Quercus robur 'Purpurea'，紫色葉的栽培種。
- Quercus robur 'Filicifolia'，葉片呈縱向深裂。

### 混種
除了自然而生的Q. × rosacea外，還有更多經培植出來的混種。
- Q. × bimundorum (Q. alba × Q. robur)，與美洲白橡的混種
- Q. × macdanielli (Q. macrocarpa × Q. robur)，與大果櫟的混種
- Q. × rosacea(Q. petraea x Q. robur)，與無梗花櫟的混種。除了會表現出其親本植物的特性外，有時會表現出比其親本更誇張的特徵。
- Q. × turnerii (Q. ilex × Q. robur)，與冬青櫟的混種，半落葉性樹木，長出冠狀樹冠。於1783年首先於英國的英國皇家植物園內被培植出來[3]。
- Q. × wareii (Q. robur fastigiata x Q. bicolor)，與雙色櫟的混種。

## 文化表現
在遊戲節目百萬富翁英國版中，其中一條一百萬英磅的條目就是問：當你種植quercus robur（夏櫟的學名）的種子，你將會長出甚麼？作答該題的玩家大衛·愛德華茲猜中樹木並因此獲得了一百萬磅。

## 圖庫

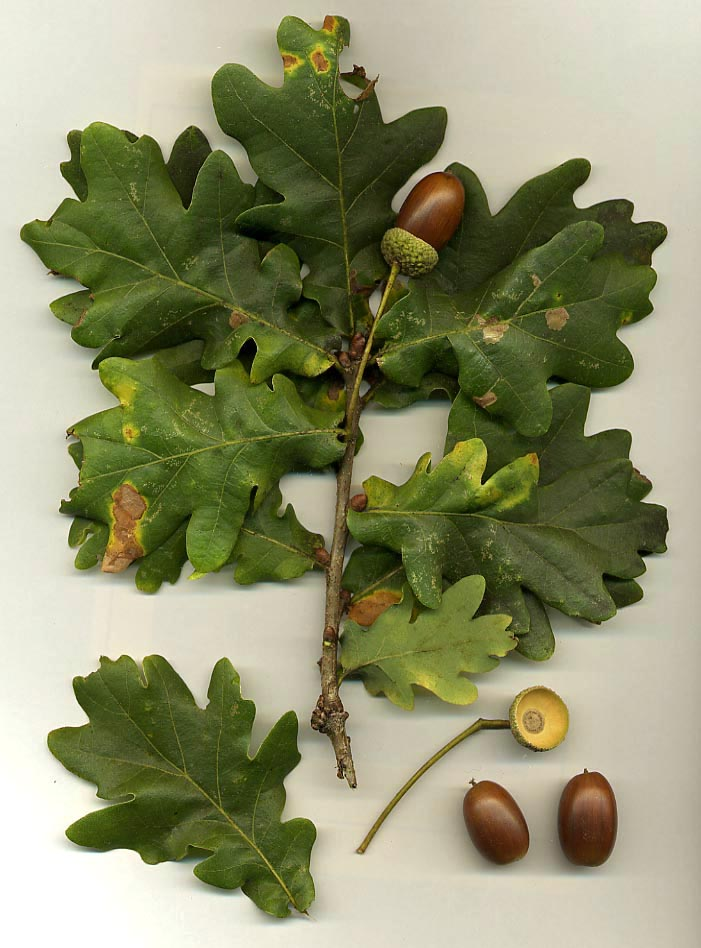
葉片及橡子，可清楚看到連接橡子的長柄
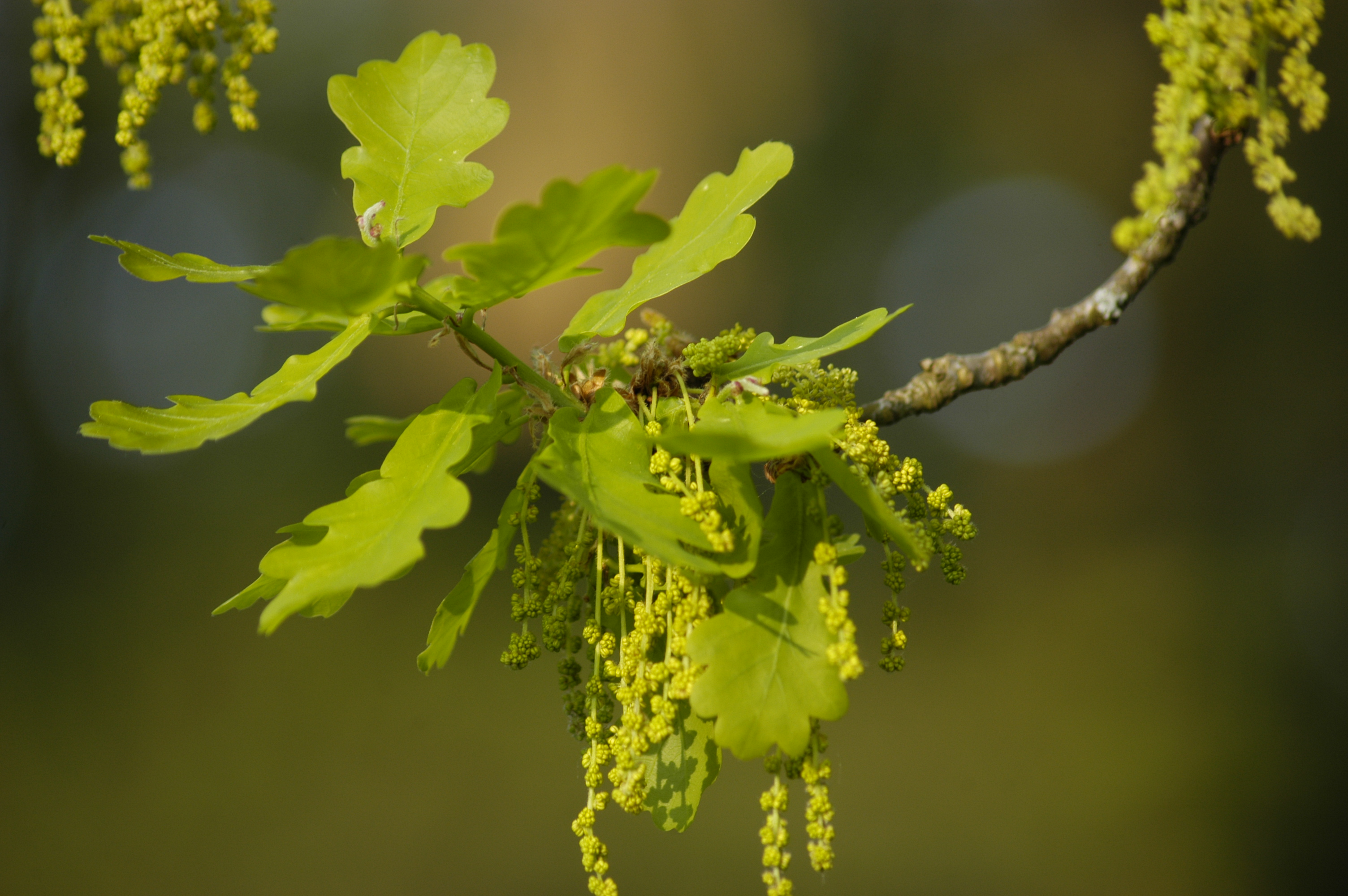
夏櫟的花
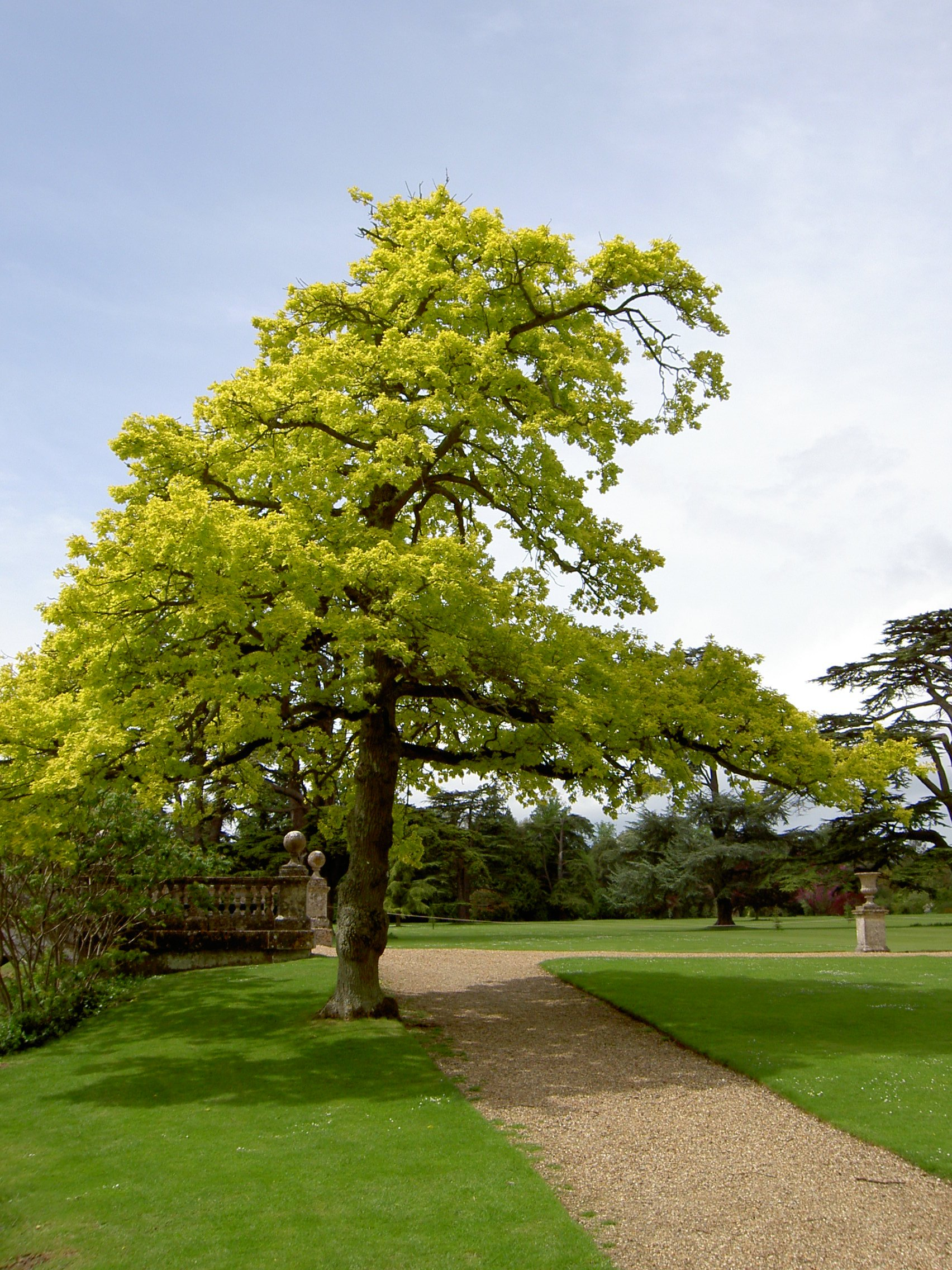
長出金黃色葉片的栽培種，'Quercus robur 'Concordia'
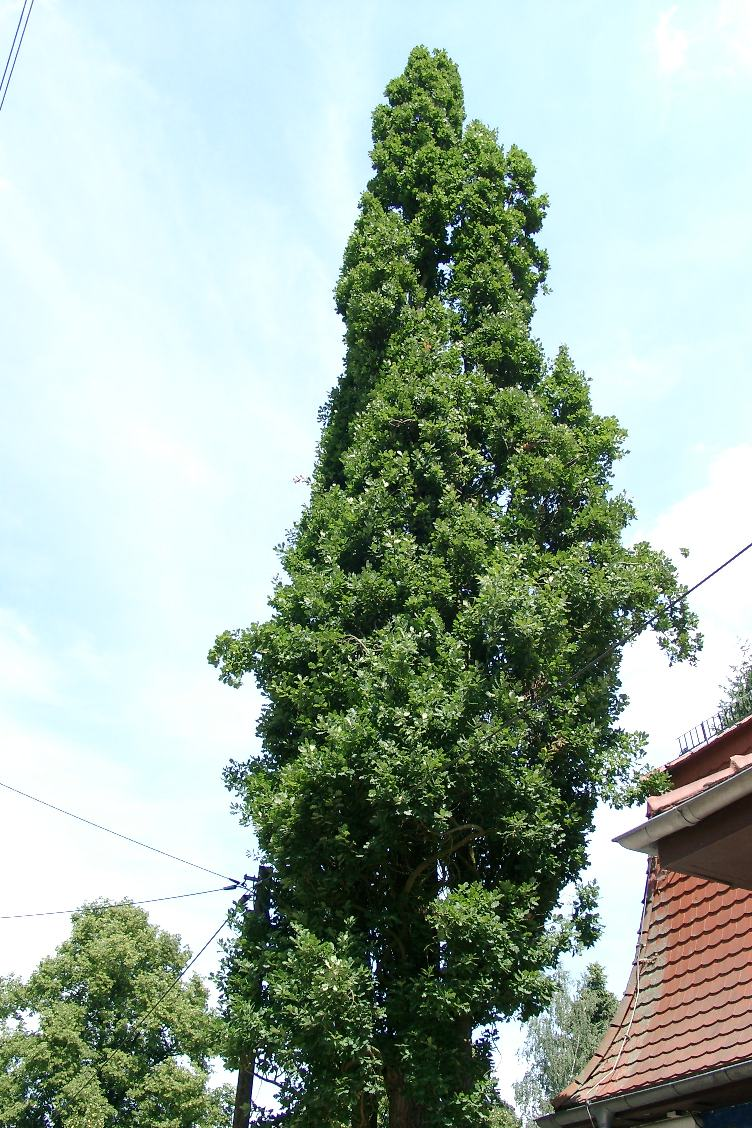
英國櫟
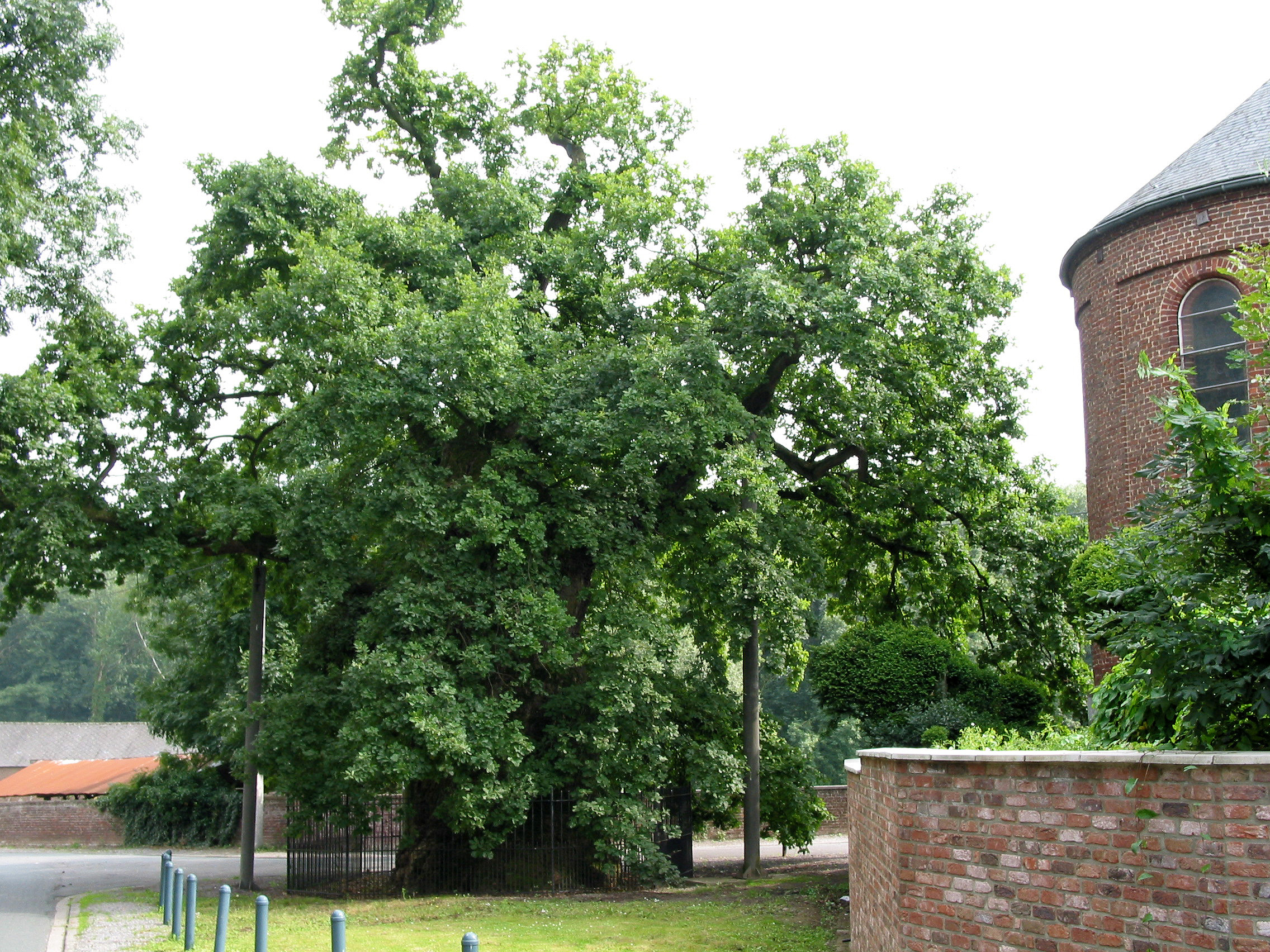
位於德國柏林的老夏櫟
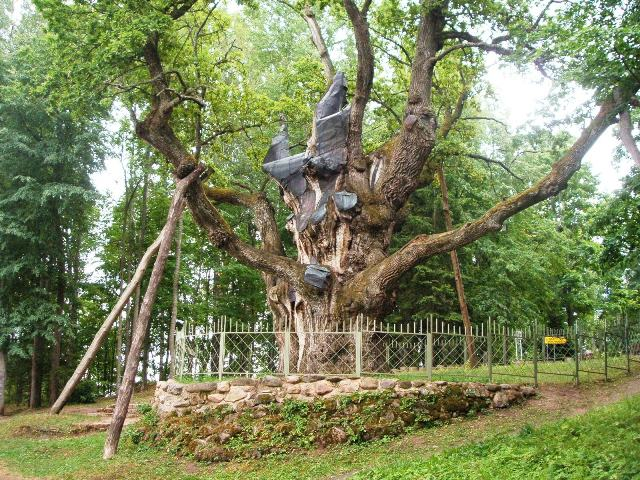
位於德國伊费纳克的老夏櫟，也是最老的天然夏櫟
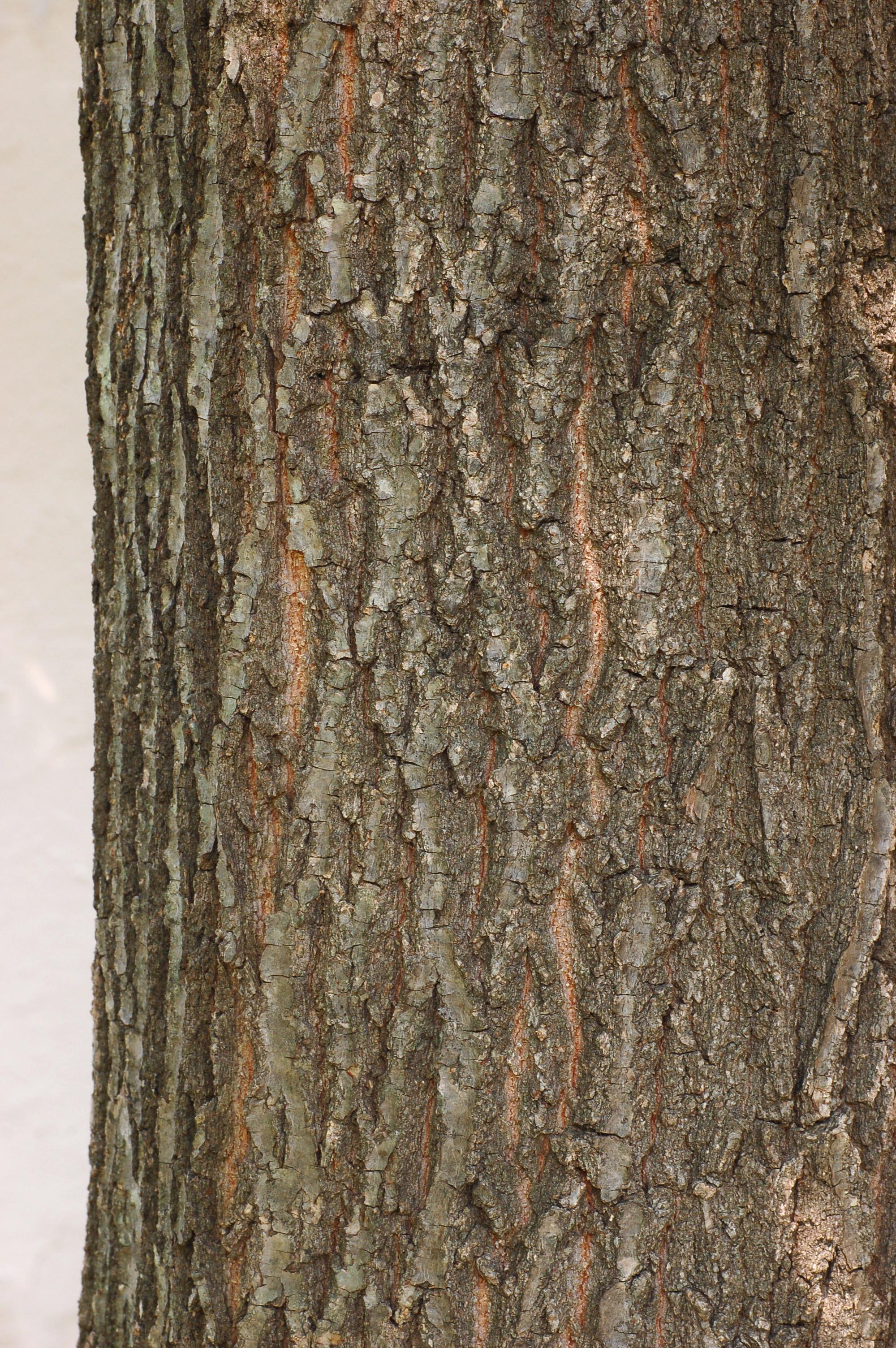
英國櫟的樹皮
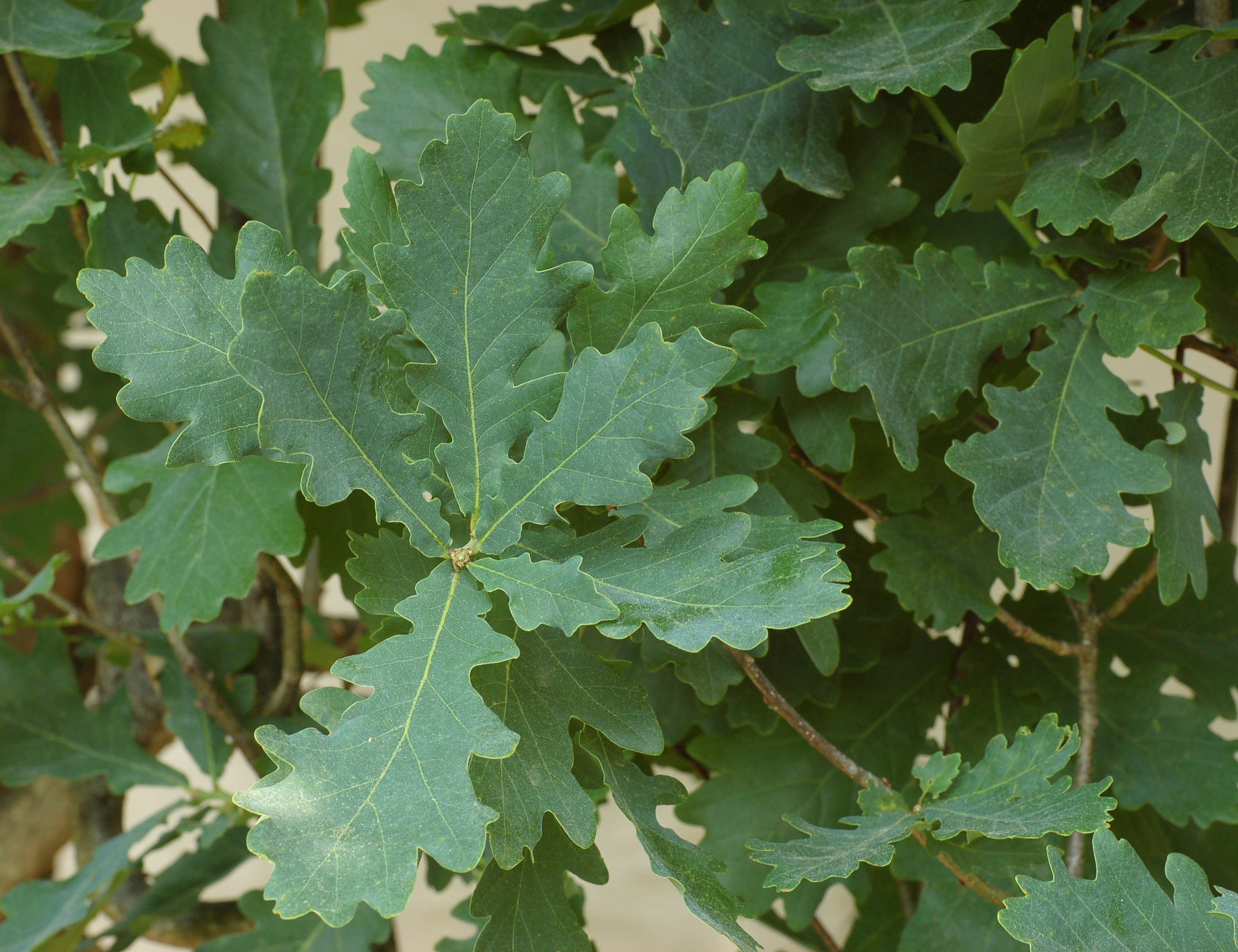
簇生於枝幹上的葉叢
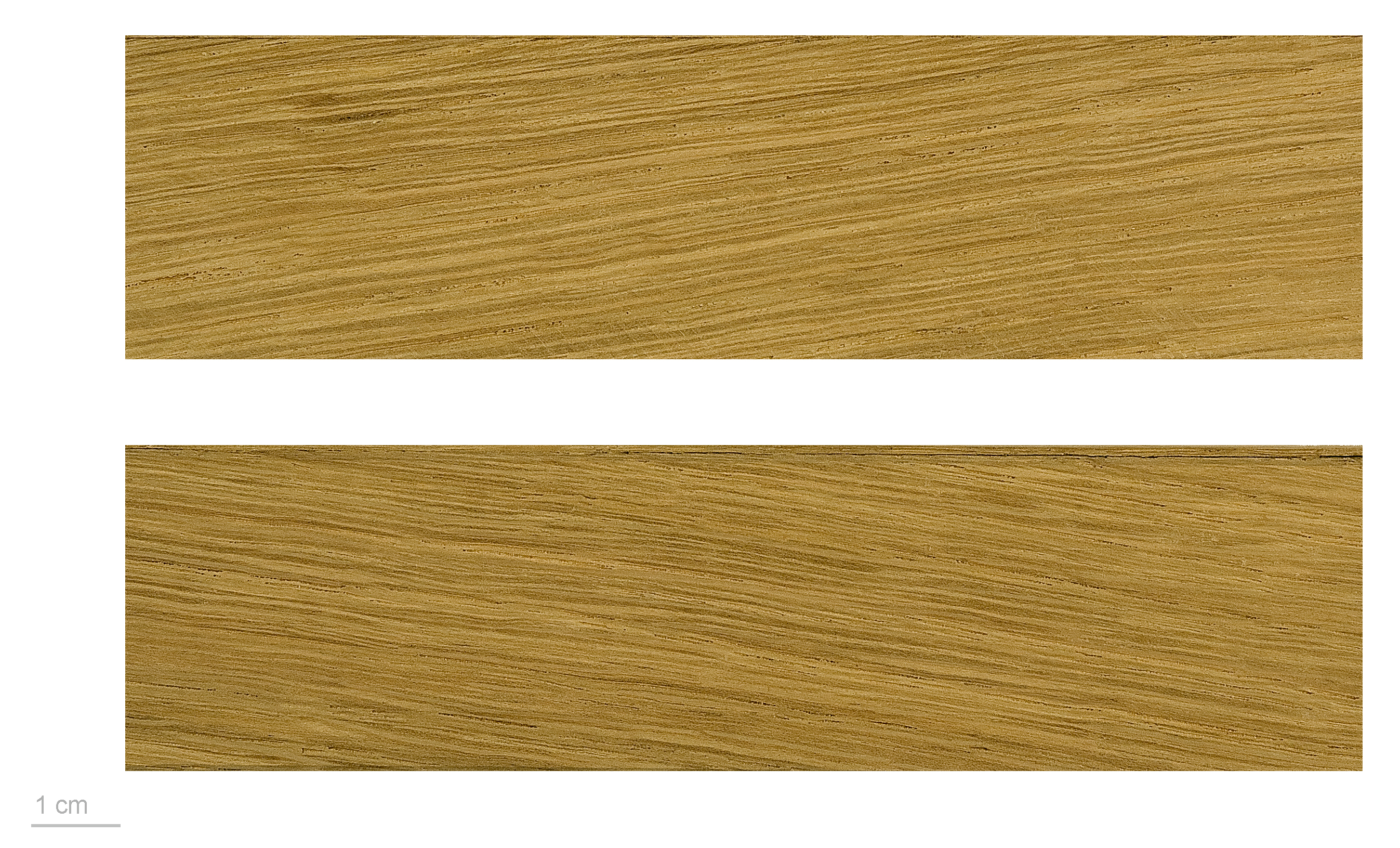
Quercus robur - Museum specimen

## 外部連結
- （英文） Oaks from Bialowieza Forest (biggest oak cluster with the monumental sizes in Europe